# Lukas Hahn
Lukas Hahn ist ein deutscher Truckrennfahrer für das Team Hahn Racing und Sohn des Truckrennfahrers Jochen Hahn.

## Karriere
Seit 2019 nimmt Hahn an Rennen der Truck-Racing-Europameisterschaft teil. Bei seinem Debüt 2019 bestritt er drei Rennen und fuhr jeweils eine Podiumsplatzierung ein.

## Abschneiden
- 2019: Podiumsplatzierung bei allen 3 gefahrenen Rennen
- 2021: 14. Platz in der Gesamtwertung
- 2022: 11. Platz in der Gesamtwertung, 7. Platz in der Wertung des Promoter's Cup
- 2023: 10. Platz in der Gesamtwertung, 7. Platz in der Wertung des Promoter's Cup